# 別列扎 (拉特涅區)
51°50′14″N 24°29′47″E / 51.83722°N 24.49639°E
別列扎（烏克蘭語：Береза），是烏克蘭的村落，位於該國西部沃倫州，由科韋利區負責管轄，始建於1860年，面積0.77平方公里，海拔高度150米，2001年人口183，人口密度每平方公里237.35人。